# 黑斑美體鰻
黑斑美體鰻，又稱黑斑錐體糯鰻（學名：Ariosoma melanospilos），為輻鰭魚綱鰻鱺目糯鰻科的其中一個種，分布於東印度洋印度海域，本魚體粗壯呈圓柱形，尾鰭側扁，眼睛後緣有兩個黑斑，中背顳區兩側有兩個黑點，背鰭起點位於胸鰭基部正上方，脊椎骨144-153個，體長可達30.2公分，為底棲性魚類，肉食性，生活習性不明。